# Ptoion
Il monte Ptoion (in greco antico: Πτώϊον?, Ptóïon) o Ptoon (in greco antico: Πτῷον/Πτῶον?, Ptôon) o Ptoo (in greco Πτώο?, Ptóo) è una catena montuosa della Beozia situata ad est dell'antico lago Copaide e a nord del lago Yliki, un po' ad est dell'antica città di Acrefia. Le vette più alte sono il Petalás (781 m) ad est e lo Hagia Pelagia (726 m) ad ovest.
Questa catena montuosa era nota nell'antichità per un importante oracolo di Apollo, che era posto presso la sorgente di Perdikovrysi. Gli scavi, inizialmente portati avanti (con alcune interruzioni) da Maurice Holleaux tra il 1884 e il 1935, hanno riportato alla luce statue arcaiche (in particolare kouroi) del VI secolo a.C. e tripodi collocati in varie posizioni nell'area del santuario.

## Storia dell'oracolo di Apollo

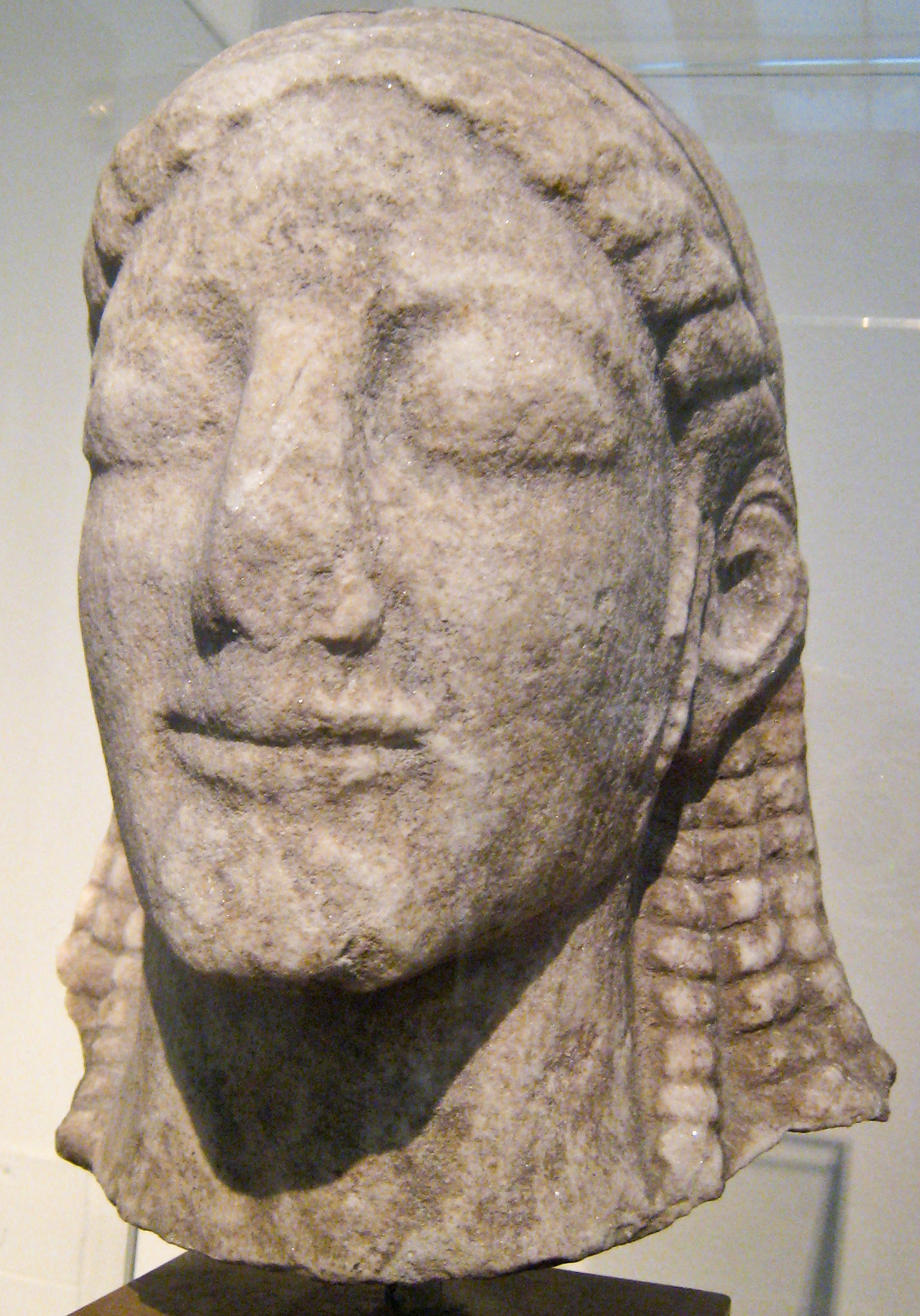
Testa di un kouros proveniente dal tempio di Apollo, Museo archeologico nazionale di Atene

L'oracolo di Apollo Ptoo (in greco antico: Πτώϊος?, Ptóïos) era collocato 3 km a nord-est di Acrefia. Pausania il Periegeta riferisce che originariamente era l'oracolo di Ptoo, un eroe locale figlio di Atamante e di Temisto, in seguito rimpiazzato da Apollo, che acquisì il nome Ptoo come epiteto locale. L'eroe, dunque, ricevette un suo piccolo santuario sul Kastraki, circa un km a ovest della collocazione originale, che mostra segni di attività umana dal VII fino al IV secolo a.C.
Sul monte Ptoion ci sono resti di un insediamento neolitico-elladico e di una fortezza micenea, abbandonata durante il periodo arcaico.
L'oracolo di Apollo è menzionato da Erodoto, che descrive una visita ad esso da parte di Mis di Europo, mandato dal generale persiano Mardonio per ottenere responsi da vari oracoli:
( Erodoto, Storie,  VIII, 135 (trad. Augusta Izzo D'Accinni).)
Lo stesso episodio è menzionato anche da Pausania.
L'area, compreso il santuario, fu controllata da Tebe fino alla fine del periodo classico, come dimostrano i resti di fortificazioni tebane sulle varie vette della catena montuosa (anche se non sul monte Ptoion). In seguito il santuario fu sotto il controllo della lega beotica e più tardi di Acrefia. All'epoca in cui Pausania visitò il sito, nel II secolo d.C., l'oracolo "infallibile" non era più attivo.
Secondo un decreto dell'anfizionia delfica, dal 228/226 a.C. in poi ogni cinque anni vicino all'oracolo si tennero le feste Ptoie (in greco antico: Πτώϊα?, Ptóïa), una competizione musicale in onore di Apollo. Queste feste in seguito si estinsero, ma furono ripristinate sotto gli imperatori della dinastia giulio-claudia come Ptoie e Cesaree (in greco antico: Πτώϊα καὶ Καισάρεια?, Ptóïa kài Kaisáreia) e continuarono ad essere celebrate fino all'inizio del III secolo d.C.
In epoca bizantina il santuario fu rimpiazzato dal monastero cristiano di Santa Pelagia, che si spostò sulla cima del monte Ptoion durante il periodo ottomano.

## Ritrovamenti archeologici

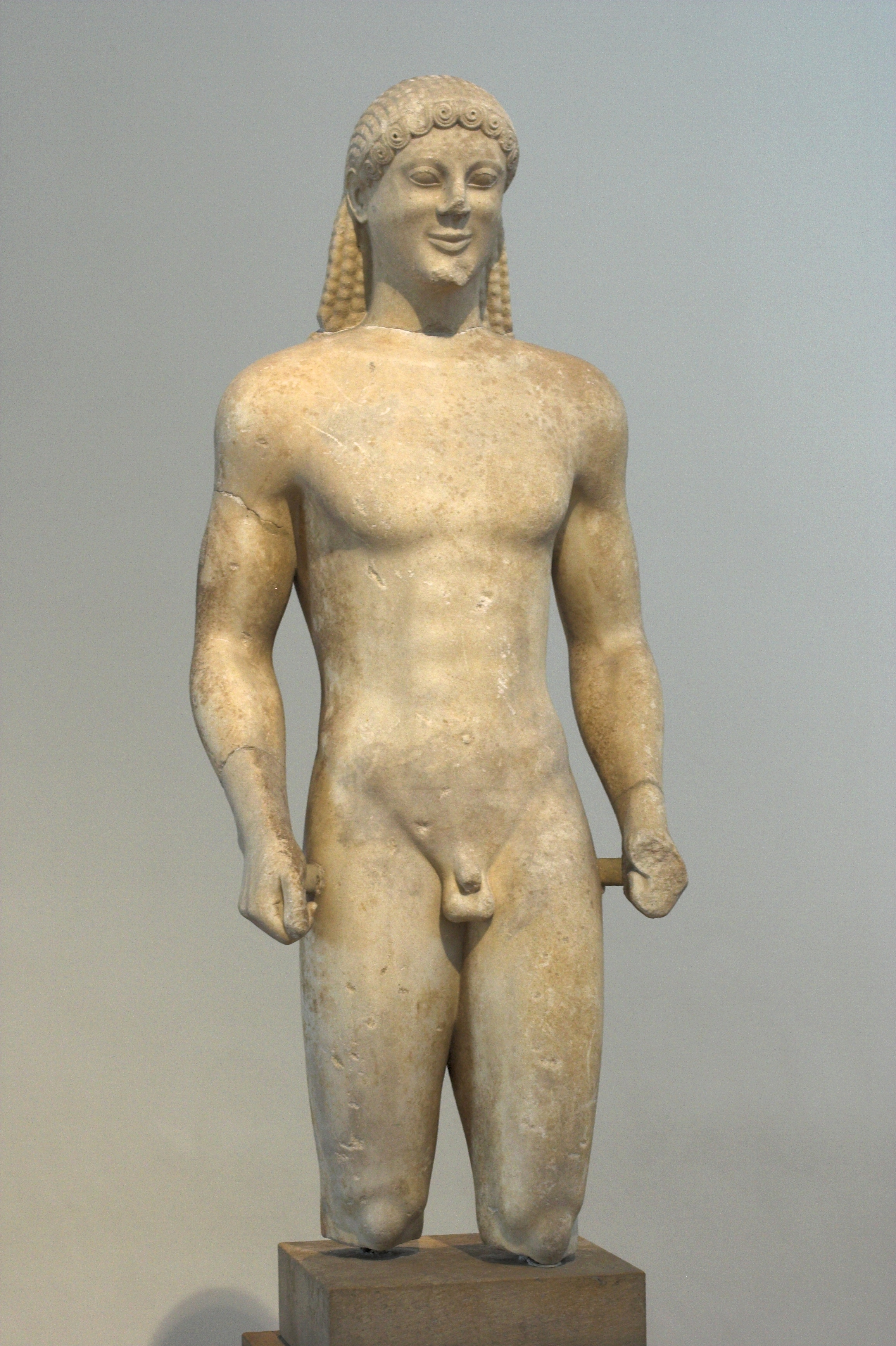
Kouros proveniente da Ptoon (520 a.C. circa), Museo archeologico nazionale di Atene

I resti del santuario dell'eroe Ptoo mostrano la presenza di due terrazze, quella inferiore dedicata all'eroe, quella superiore dedicata a una divinità femminile ancora non identificata; si tratta di uno stretto tempio del IV secolo a.C. costruito sopra un edificio preesistente risalente al VII/VI secolo a.C.
Il santuario di Apollo Ptoo, invece, si sviluppava su tre terrazze. In cima al sito c'era un tempio di ordine dorico periptero con 8 × 13 colonne risalente alla fine del IV secolo a.C., costruito sulle fondamenta di un tempio arcaico; la sede dell'oracolo era nella grotta orientale della sorgente, dove i sacerdoti davano i responsi. Ci sono tracce di edifici ausiliari in quel luogo e nei livelli inferiori. L'importanza transregionale del santuario nel periodo arcaico è resa evidente dall'alto numero di kouroi e di tripodi rinvenuti negli scavi, oggi conservati al Museo archeologico di Tebe e al Museo archeologico nazionale di Atene. Il sito del santuario fu scoperto e scavato tra il 1884 e il 1891 da Maurice Holleaux.